# Myrmecaelurus crucifer
Myrmecaelurus crucifer är en insektsart som beskrevs av Navás 1913. Myrmecaelurus crucifer ingår i släktet Myrmecaelurus och familjen myrlejonsländor. Inga underarter finns listade i Catalogue of Life.